# Carica di lancio
La carica di lancio è la carica di propellente che viene inserita nel cartoccio di un obice o di un mortaio per lanciare il proietto con la velocità iniziale voluta.

## Lancio di proietti con traiettoria curva
Mentre nel lancio di proiettili con traiettoria tesa (usando cannoni) si utilizza quasi esclusivamente la massima carica sopportabile dalla bocca da fuoco e dall'affusto, nelle armi a tiro curvo (obici e mortai) spesso si parzializza la carica nel cartoccio per avere una minore velocità alla volata, diminuendo in questo modo il tormento sull'affusto. La parzializzazione della carica dipende dalla bocca da fuoco che si utilizza, dato che ogni bocca da fuoco ha tavole di tiro basate sulle varie cariche possibili.
In genere si usa la massima carica di lancio solo quando è necessario far raggiungere al proietto la massima velocità alla volata, e quindi la massima gittata dell'arma, con angoli di tiro prossimi a 45°. Per tiri a distanza più breve è preferibile ridurre la carica (per ridurre il tormento) oppure, se l'angolo è imposto dall'altezza degli ostacoli che occupano la linea di mira, per avere una gittata minore pur utilizzando un angolo prossimo a 45°.
Il propellente in genere è conservato in sacchetti contenenti una carica prefissata, quindi il lancio del proiettile viene effettuato specificando il numero di sacchetti (cariche) da inserire nel cartoccio prima dello sparo dell'arma.